# Bert Knott
Herbert Knott (5 tháng 12 năm 1914 - tháng 6 năm 1986) là một cầu thủ bóng đá người Anh thi đấu ở Football League cho Walsall và Hull City ở vị trí tiền đạo.

## Thống kê sự nghiệp
| Câu lạc bộ           | Mùa giải                          | Giải quốc nội                     | Giải quốc nội | Giải quốc nội | Cúp FA  | Cúp FA    | Khác    | Khác      | Tổng    | Tổng      |
| Câu lạc bộ           | Mùa giải                          | Hạng đấu                          | Số trận       | Bàn thắng     | Số trận | Bàn thắng | Số trận | Bàn thắng | Số trận | Bàn thắng |
| -------------------- | --------------------------------- | --------------------------------- | ------------- | ------------- | ------- | --------- | ------- | --------- | ------- | --------- |
| Hampstead (mượn)     | 1932-33                           | Athenian League                   | 7             | 6             | ―       | ―         | 7       | 9         | 14      | 15        |
| Golders Green (mượn) | 1933-34                           | Athenian League                   | 19            | 26            | ―       | ―         | 12      | 9         | 31      | 33        |
| Golders Green (mượn) | Tổng cộng Hampstead/Golders Green | Tổng cộng Hampstead/Golders Green | 26            | 32            | ―       | ―         | 19      | 18        | 45      | 50        |
| Hull City            | 1946-47                           | Third Division North              | 6             | 1             | 1       | 0         | ―       | ―         | 7       | 1         |
| Tổng cộng sự nghiệp  | Tổng cộng sự nghiệp               | Tổng cộng sự nghiệp               | 32            | 33            | 1       | 0         | 19      | 18        | 52      | 51        |

1. ↑  5 trận và 6 bàn ở Amateur FA Senior Cup, 1 lần ra sân ở FA Amateur Cup, 1 lần ra sân ở Middlesex Senior Charity Cup
2. ↑  4 trận và 4 bàn ở Middlesex Senior Charity Cup, 4 trận và 2 bàn ở Middlesex Senior Cup, 3 lần ra sân ở FA Amateur Cup, 1 lần ra sân ở London Senior Cup

## Danh hiệu
Margate
- Kent League First Division: 1946-47[7]